# Allen & Overy
Pour les articles homonymes, voir Overy.
Allen & Overy est un cabinet d'avocats international basé à Londres, qui compte plusieurs milliers d'avocats et plus de 40 bureaux dans le monde. Il fait partie du « Magic Circle », cercle qui regroupe les 5 plus importants cabinets d'avocats britanniques. Le cabinet a été fondé le 1er janvier 1930.
Allen & Overy est classé comme l'un des dix plus grands cabinets d'avocats au monde quant au chiffre d'affaires. Il figure également parmi les cabinets les plus prestigieux et élitistes au monde.

## Histoire
En mai 2023, Shearman & Sterling et Allen & Overy annoncent la fusion de leurs activités. La fusion est complétée en mai 2024, pour créer un nouvel ensemble prenant le nom de A&O Shearman.

## Bureaux
Allen & Overy a des bureaux en Europe, en Asie, aux États-Unis, et deux en Afrique.
- Amsterdam
- Anvers
- Bangkok
- Belfast
- Pékin
- Bratislava
- Bruxelles
- Budapest
- Casablanca
- Dubaï
- Düsseldorf
- Francfort
- Hambourg
- Hong Kong
- Johannesburg
- Londres
- Luxembourg
- Madrid
- Milan
- Moscou
- New York
- Paris
- Prague
- Rome
- Shanghai
- Singapour
- Tōkyō